# Kagisho Evidence Dikgacoi
Kagisho Evidence Dikgacoi (nascut a Brandfort, Sud-àfrica, el 24 de novembre del 1984) és un exfutbolista sud-africà que jugava de mig-defensiu o migcampista. Dikgacoi també va jugar per la selecció de Sud-àfrica. Posteriorment és entrenador de futbol.